# Діана Бейкер
Діана Керол Бейкер (англ. Diane Carol Baker; нар. 25 лютого 1938, Голлівуд, Лос-Анджелес, Каліфорнія) — американська акторка та продюсер.

## Життєпис
Народилася 25 лютого 1938 року у Голлівуді, Лос-Анджелес, Каліфорнія, в родині торговця автомобілями Клайда Люціуса Бейкера і Дороті Гелен Гаррінгтон, акторки, яка знімалася в ранніх фільмах братів Маркс. Пізніше у неї з'явилися дві молодші сестри, Патриція і Шеріл. 1956 року по закінченні школи переїхала до Нью-Йорка, де вивчала акторську майстерність у Чарльза Конрада та балет у Ніни Фонарофф.
Підписавши контракт зі студією 20th Century Fox, 1959 року дебютувала на великому екрані у фільмі «Щоденник Анни Франк» Джорджа Стівенса у ролі Марго Франк, старшої сестри головної героїні. Тоді ж знялася у фільмах «Подорож до центру Землі» з Джеймсом Мейсоном та «Найкраще» з Гоуп Ленг і Джоан Кроуфорд. 1963 року знялася у фільмі «Нобелівська премія» з Полом Ньюманом, за який номінувалася на премію Золотий глобус як найкраща акторка другого плану у кінофільмі. Наступного року зіграла у трилерах «Гамівна сорочка» з Джоан Кроуфорд та «Марні» Альфреда Гічкока. 1965 року спільно з Грегорі Пеком зіграла у трилері «Міраж» Едварда Дмитрика. 1966 року номінувалася на премію Еммі Прайм-тайм як найкраща акторка другого плану у драматичному серіалі за роль в епізоді «Успадкувати вітер» серіалу «Зала слави Голлмарка». 1968 року виконала одну з головних ролей у фільмі-катастроіфі «Кракатау, на схід від Яви» Максиміліана Шелла.
Починаючи з 1970-х кар'єра Бейкер йде на спад, і вона, в основному, знімається на телебаченні. 1976 року заснувала власну виробничу студію Artemis Productions, яка вже наступного року випустила телефільм для каналу ABC. 1985 року номінувалася на премію Еммі Прайм-тайм як продюсер у категорії найкращий мінісеріал за «Жіночий характер» (англ. A Woman of Substance) за однойменним романом Барбари Тейлор Бредфорд. На початку 1990-х років повернулася на великий екран, виконавши ролі другого плану у фільмах «Мовчання ягнят» (1991), «Двадцять доларів» (1993), «Мережа» (1995), «Кабельник» (1996), «Мужність під вогнем» (1996) та «Вбивство у Білому домі» (1997). Також помітною стала її роль Блайс Хаус — матері головного героя у серіалі «Доктор Хаус». Викладала акторську майстерність в Academy of Art University у Сан-Франциско.

## Особисте життя
Бейкер не була у шлюбі і не має дітей. У різний час зустрічалася з акторами Ворреном Бітті, Гарднером Маккеєм, Френком Ланджеллою, Майклом Лернером та Джоном Саксоном.

## Вибрана фільмографія
| Рік       |    | Українська назва                        | Оригінальна назва                        | Роль                             |
| --------- | -- | --------------------------------------- | ---------------------------------------- | -------------------------------- |
| 1959      | ф  | Щоденник Анни Франк                     | The Diary of Anne Frank                  | Марго Франк                      |
| 1959      | ф  | Подорож до центру Землі                 | Journey to the Center of the Earth       | Дженні Лінденбрук                |
| 1959      | ф  | Найкраще                                | The Best of Everything                   | Ейпріл Моррісон                  |
| 1960      | ф  | Тесс із країни бурь                     | Tess of the Storm Country                | Тесс Маклін                      |
| 1962      | ф  | Триста спартанців                       | The 300 Spartans                         | Елла                             |
| 1962      | ф  | Пригоди молодого Хемінгуея              | Hemingway's Adventures of a Young Man    | Керолін                          |
| 1963      | ф  | Нобелівська премія                      | The Prize                                | Емілі Сратмен                    |
| 1964      | ф  | Гамівна сорочка                         | Strait-Jacket                            | Керол Катлер                     |
| 1964      | ф  | Марні                                   | Marnie                                   | Ліл Мейнуорінг                   |
| 1964      | ф  | Делла                                   | Della                                    | Дженні Чеппелл                   |
| 1965      | ф  | Міраж                                   | Mirage                                   | Шейла                            |
| 1965      | с  | Велика долина                           | The Big Valley                           | Гестер                           |
| 1965      | с  | Зала слави Голлмарка: Успадкувати вітер | Hallmark Hall of Fame: Intherit the Wind | Рейчел Браун                     |
| 1966      | с  | ФБР                                     | The F.B.R.                               | Еліс Колтон                      |
| 1967—1971 | с  | Бонанза                                 | Bonanza                                  | Мері Вортон / Норма О'Кейсі      |
| 1968      | ф  | Кракатау, на схід від Яви               | Krakatoa, East of Java                   | Лора Тревіс                      |
| 1970      | ф  | Старий який кричав "Вовк!"              | The Old Man Who Cried Wolf               | Пеггі Пульска                    |
| 1975      | с  | Вулиці Сан Франциско                    | The Street of San Francisco              | інспектор Айрін Мартін           |
| 1976      | с  | Коломбо: Останній привіт командирові    | Columbo: Last Salute to the Commodore    | Джоанна Клей                     |
| 1978      | с  | Човен кохання                           | The Love Boat                            | Рут Ньюмен                       |
| 1980      | ф  | Пілот                                   | The Pilot                                | Пет Сімпсон                      |
| 1982      | тф | Блакитне і сіре                         | The Blue and the Gray                    | Евелін Гейл                      |
| 1983      | с  | Острів Фантазій                         | Fantasy Island                           | Френ Вудс                        |
| 1990—1992 | с  | Вона написала вбивство                  | Murder, She Wrote                        | Анна Луїза Барлоу / Мері Форсайт |
| 1991      | ф  | Мовчання ягнят                          | The Silence of the Lambs                 | сенатор Рут Мартін               |
| 1991      | тф | Привиди                                 | The Haunted                              | Лоррейн Воррен                   |
| 1993      | ф  | Двадцять доларів                        | Twenty Bucks                             | Рут Адамс                        |
| 1995      | с  | Чиказька надія                          | Chicago Hope                             | Елен Ролстон                     |
| 1995      | ф  | Мережа                                  | The Net                                  | місіс Беннет                     |
| 1996      | ф  | Кабельник                               | The Cable Guy                            | місіс Ковакс, мати Стівена       |
| 1996      | ф  | Мужність під вогнем                     | Courage Under Fire                       | Луїза Бойлер                     |
| 1997      | ф  | Вбивство у Білому домі                  | Murder at 1600                           | Кітті Нейл, перша леді США       |
| 1998      | с  | Няня                                    | The Nanny                                | Роберта                          |
| 2000      | с  | Швидка допомога                         | E.R.                                     | Луїза Даффі                      |
| 2000      | тф | Джекі Був'є Кеннеді Онассіс             | Jackie Bouvier Kennedy Onassis           | Роза Кеннеді                     |
| 2001      | с  | Закон і порядок: Спеціальний корпус     | Law & Order: Special Viktims Unit        | Марго Нельсон                    |
| 2005      | ф  | Хранитель: Легенда про Омара Хаяма      | The Keeper: The Legend of Omar Khayyam   | міс Тейлор                       |
| 2005      | с  | Доктор Хаус: Татусів хлопчик            | House: Daddy's Boy                       | Блайс Хаус                       |
| 2010      | с  | Теорія брехні                           | Lie to Me                                | суддя Квінн                      |
| 2012      | тф | Гемінґвей та Ґеллгорн                   | Hemingway & Gellhorn                     | місіс Геллгорн, мати Марти       |

## Номінації
Золотий глобус
- 1960 — Номінація на найкращу акторку-новачка (Щоденник Анни Франк).
- 1964 — Номінація на найкращу акторку другого плану у кінофільмі (Нобелівська премія).

Еммі (Прайм-тайм)
- 1966 — Номінація на найкращу акторку другого плану у драматичному серіалі (Зал слави Голлмарка: Успадкувати вітер).
- 1985 — Номінація на найкращий мінісеріал (Жіночій характер).